# Condado de Cole
O Condado de Cole é um dos 114 condados do estado americano de Missouri. A sede do condado é Jefferson City, e sua maior cidade é Jefferson City. O condado possui uma área de 1 034 km² (dos quais 20 km² estão cobertos por água), uma população de 75 990 habitantes, e uma densidade populacional de 75 hab/km² (segundo o censo nacional de 2010). O condado foi fundado em 1820.